# Jefferson földi lajhárja
A Jefferson földi lajhárja (Megalonyx jeffersonii) a pleisztocén kori Észak-Amerika egyik faja volt, amely az utolsó jégkorszak végével halt ki.

## Testfelépítésük
A mai lajhárokhoz hasonló testfelépítésű állatok voltak, de akkorák, mint egy kifejlett szarvasmarha. Azonban még így is „jóval kisebbek”, mint elefánt-méretű rokonaik, az óriáslajhárok (Megatherium americanum). A kifejlett földi lajhárok hossza 3 méter volt, tömegük pedig mintegy 1000 kg lehetett.
Rövid, széles, viszonylag kicsi fejük és vaskos testük volt. A lábaikon hatalmas karmokat viseltek, de békés növényevők voltak: Észak-Amerika fás-füves térségein a fák leveleivel, hajtásaival táplálkoztak, és karmaik segítségével kapaszkodtak az ágakban. Meglehetősen esetlen, lomha állatok lehettek: négy lábon járhattak, de a súlyukat inkább a hátsó lábaikon hordozták: a mellső lábaikra enyhébben támaszkodhattak és feltehetően két lábra is tudtak állni, ha akartak (mint a medvék). Ilyenkor erős, hosszú farkukkal tartották magukat egyensúlyban. Valószínűleg vastag bundát viseltek.

## Elterjedésük
A Jefferson földi lajhárok maradványait Alaszkától Mexikóig, New Jersey-től Kaliforniáig megtalálták szerte Észak-Amerikában. Latin nevüket Thomas Jeffersonról, az Egyesült Államok harmadik elnökéről kapták, aki 1797-ben az Amerikai Filozófiai Társaság előtt előadást tartott a maradványai után Megalonyx-nak („óriás karom”) elnevezett ősállatról, amelyet egy nyugat-virginiai barlangban találtak. Jefferson először azt hitte, hogy egy kihalt oroszlánról van szó. Végleges nevét 1822-ben kapta.

## Kialakulásuk
A földi lajhárok ősei, a Megalonychidae és Megatheriidae családok képviselői az oligocénben alakultak ki kisméretű erdei állatokból, mintegy 30-35 millió évvel ezelőtt Dél-Amerikában. Első fajaik nem sokkal a Panama-földhíd létrejötte után jelentek meg Észak-Amerikában, kb. 2,5 millió évvel ezelőtt. A méretük kb. akkora volt, mint egy borjúé. Az észak-amerikai kontinensen élő fajok mérete egyre nagyobb, a Karib-szigeteken élő fajoké pedig egyre kisebb lett (a macskától a fekete medve méretéig).
A Jefferson földi lajhárok első ismert őse a Megalonyx leptostomus volt, amely a késő pliocénben élt, belőle fejlődött ki a Megalonyx wheatleyi (Wheatley földi lajhárja), amely a középső pleisztocénben (0,6-1,2 millió évvel ezelőtt) élt. Belőle alakult ki végül a Megalonyx jeffersonii.

## Kihalásuk
A földi lajhárok az utolsó jégkorszak végével haltak ki, mintegy 9-10 000 évvel ezelőtt: vagyis nem sokkal a mai amerikai indiánok őseinek megérkezését követően. Ezért erős a gyanú, hogy az első indiánok túlzott vadászatának eshettek áldozatul (erről bővebben: pleisztocén megafauna). Legközelebbi élő rokona a ma Dél-Amerikában a fákon élő közismert lajhár, de rokona volt a szintén kihalt glyptodon.

## Popkulturális hatás
A Jégkorszak című animációs film egyik főszereplője – Sid –, egy földi lajhár.